# Saint-Souplet
Saint-Souplet és un municipi francès, situat a la regió dels Alts de França, al departament del Nord. L'any 2006 tenia 1289 habitants. Limita al nord amb Saint-Benin, al nord-est amb Le Cateau-Cambrésis, al sud-est amb Saint-Martin-Rivière, al sud amb Molain, al sud-oest amb Busigny i al nord-oest amb Honnechy

## Demografia
| 1962                                       | 1968  | 1975  | 1982  | 1990  | 1999  | 2006  |
| ------------------------------------------ | ----- | ----- | ----- | ----- | ----- | ----- |
| 1.646                                      | 1.684 | 1.622 | 1.482 | 1.333 | 1.311 | 1.289 |
| Des de 1962: població sense dobles comptes |       |       |       |       |       |       |

## Administració
| Període | Identitat     | Partit |
| ------- | ------------- | ------ |
| 2001-   | Henri Quoniou |        |